# Abri Lefebvre
L'abri Lefebvre est un abri antiatomique, situé à Paris dans le 15e arrondissement, au 58 boulevard Lefebvre.

## Construction
Initialement abri de défense passive, il a été édifié de 1937 à 1939 pour le compte du ministère des Travaux publics et des transports sous le bâtiment du laboratoire central des ponts et chaussées, dans un vide de carrière par 26 mètres de profondeur. Il totalise à l'époque près de 650 m2 de salles avec une capacité d'accueil de 90 personnes environ.
En avril 1964, la gestion de l'abri est transférée au secrétariat général de l'aviation civile qui le convertit en abri antiatomique. Durant les quatre à six mois de travaux, la structure souterraine est profondément remaniée, sa surface étant portée à 950 m2, elle sera aussi équipée d'un système de ventilation actionné par des vélos et d'un remarquable accès par un escalier à double révolution.

## Équipements
L'abri Lefebvre avait une capacité d'hébergement d'environ 300 personnes pendant plusieurs mois et comprenait les équipements suivants :
- un système électrique avec un groupe électrogène diesel ;
- nombreuses portes anti-souffles en béton armé ;
- un système de ventilation et chauffage électrique en circuit fermé, avec absorbeur de dioxyde de carbone et générateur d'oxygène ;
- une dizaine de sanitaires et deux douches alimentées par un puisage dans la nappe phréatique ;
- un puits d'eau potable de 40 mètres de profondeur, équipé de pompes, mais qui ne figure pas sur les plans officiels. Il a été découvert lors des travaux de transformation de l'abri en centre de données ;
- un central téléphonique autonome relié aux autres abris anti-atomiques parisiens.

## L'abri Lefebvre de nos jours
Lieu resté longtemps mythique des catacombes de Paris, l'abri a été maintenu opérationnel et entretenu jusqu'en 1991. Laissé à l'abandon pendant de nombreuses années et rendu accessible depuis les carrières, il a subi de fortes dégradations et de nombreuses intrusions. Il est alors question au début des années 2000, dans le cadre d'une opération immobilière pour Paris Habitat, de le démanteler et de le combler intégralement.
En septembre 2012, Online fait l'acquisition du bâtiment et de l'abri pour y construire un centre de données nommé « DC4 ». Les travaux démarrent en novembre 2014. En juillet 2016, l'entreprise indique que l'abri Lefebvre est destiné à recevoir les données de son produit de cloud nommé C14 chez Online.
Entre-temps, en novembre 2013, l'agence WATO organise un évènement festif dans l'abri. En janvier 2014, une exposition éphémère d'art numérique est organisée.
Les travaux d'aménagement en centre de données sont finalisés en mai 2017.